# Атанас Попниколов
Атанас Попниколов Попов е български ботаник, преподавател в Софийския университет, член основател на Българското ботаническо дружество.

## Биография
Роден е в 1883 година в село Бабчор, Костурско. Завършва Битолската българска класическа гимназия в 1908 година. В 1910 година завършва философия в Белградския университет, а в 1914 година естествена история в Софийския университет. В 1923 година постъпва на работа като асистент кустос в Ботаническия институт при университета по препоръка на Стефан Петков. Попниколов се заема с изучаването на лишеите, една почти неизследвана дотогава в България научна област, на която той посвещава 20 години от живота си. Най-значимото му произведение е „Лишейната флора на Витоша“, публикувано в 1931 г. В 1939 година по препоръка на Николай Стоянов Попниколов се заема да обобщи всичко известно дотогава за лишеите в България и в 1942 година представя ръкописа си „Лишейна флора на България“, който обаче по различни причини не е отпечатан навреме и авторът го оттегля. В 1964 година, когато Попниколов е вече почти сляп, той е допълнен от лихеноложката Божана Желязова и излиза под името „Флора на България. Лишеи“ и е първият подобен труд на Балканите. По материали на Попниколов, събирани от него в родния му край през 1927 година, Стефан Петков пише „Няколко вида от сладководната водораслова флора на Костурско в днешна гръцка Северозападна Македония“.

## Трудове
- Попниколов, А. Принос към лишейната флора на България, Известия на Българското ботаническо дружество, 2, 25–28, 1928.
- Попниколов, А. Лишейната флора на Витоша, Годишник на Софийския университет, Физико-математически факултет, 22, №3, 29–74, 1931.[4]
- Попниколов, А. Нови лишеи за България, Известия на Българското ботаническо дружество, 5, 87 – 89, 1932.
- Попниколов, А. Нови лишеи за България, Годишник на Софийския университет, Физико-математически факултет, 31, №3, 321–333, 1935.
- Попниколов, А. Лишейната флора на прохода Вратца при гр. Враца, Годишник на Софийския университет, Физико-математически факултет, 33, №3, 1–15, 1937.
- Попниколов, А. Характеристика на лишейната флора на Алиботуш, Беласица и м. Припечено, Годишник на Софийския университет, Физико-математически факултет, 33, №3, 345–363, 1937.
- Попниколов, А. и Б. Желязова. Флора на България. Лишеи, Народна просвета, София, 1964, 517 стр.[6]